# ジオ・プレイン
ジオ・プレイン (Geo plane) とは、未来技術の1つとして構想されている、地下トンネル内を滑空によって高速移動する交通手段のことである。地面効果を利用する似たような輸送技術は幾つか提案されており「ジオ・プレイン」は地下を飛ぶ飛行機としての名称が与えられている。
これは、地下に直径50-56メートル級の大口径トンネルを掘削し、その中に飛行機を飛ばして移動するという構想である。
この飛行体は、地下トンネル内で路面上1メートル付近に翼が位置する状態で高速で滑空するとされ、現在の地下鉄を高速化するには閉鎖空間内を走行する車体では空気の圧縮によって走行エネルギーが失われる割合が地上の鉄道よりも大きいことや、地上と同様に車輪による転がり抵抗の増大に対処しなければならず、これらを解決するアイデアとして車体を流線型にして翼の地面効果により車体重量を支えることが構想された。トンネル内は気象状況に影響されることがないので、土木学会によると、上空を飛ぶより安全で確実に運行可能であるとされている。新たな交通手段としてこのアイデアを提案する者がおり、科学技術としての研究は行われているが、費用対効果の点を含めてSFや未来技術の域を出ない。